# Nouveau bâtiment et entrepôt des douanes maritimes
Le Nouveau bâtiment et entrepôt des douanes maritimes (en finnois : Uusi tulli- ja pakkahuone)  est un bâtiment historique du quartier de Kruununhaka  à Helsinki  en Finlande.

## Histoire
Le bâtiment, situé à l'adresse 4, Meritullintori et 1, rue Aleksanterinkatu, est construit en 1854 dans la même cour que  l'ancien bâtiment des douanes maritimes.
Le bâtiment est à proximité du port principal et grâce aux eaux profondes, il était facile d'ancrer les navires et de transporter les marchandises pour les déballer dans la salle d'emballage de la douane, les peser et les tamponner.
À la suite des travaux de restauration de 1984–1986,  le bâtiment sert depuis 1987 de jardin d'enfant.